# Eladia Montesino-Espartero Averly
Eladia Montesino-Espartero Averly (Madrid, Espanya, 13 d'octubre de 1897 - Madrid, 19 de maig de 1999) va ser la primera dona que va volar a Espanya. A més va ser professora, escriptora i poetessa espanyola.

## Biografia
Va néixer a Madrid el 13 d'octubre de 1897. Era la filla primogènita de Luis Montesino-Espartero fundador i director de la primera escola civil de pilots d'Espanya i d'Ana Averly Lasalle, Marquesos de Morella, Ducs de la Victòria, Comtes de Luchana i Grans d'Espanya. Era besnéta del general Espartero i neta de Cipriano Segundo Montesino y Estrada, Duc de la Victòria, polític i científic nascut a València de Alcántara (Càceres), primer enginyer industrial espanyol i President de l'Acadèmia de Ciències, i d'Antonio Averly enginyer civil de Lió. Germana de José Luis de Montesino-Espartero y Averly, militar que arribà a ser capità general de Catalunya.
Es va educar als col·legis de les B.V.M de Zalla (Biscaia), Irlandeses i Notre Dâme de Madrid on va aprendre anglès i francès, l'ensenyament del qual impartiria més tard en l'Institut d'Ensenyament Mitjà i Escoles Normals de Càceres.
El 1918 durant la Primera Guerra Mundial va col·laborar amb la Creu Roja a Bordeus aprofitant l'estada del seu pare Luis Montesino-Espartero, enginyer industrial graduat a l'Ecole Centrale de París, relacionat amb la incipient aviació comercial en aquella localitat francesa.
Introductor i representant a Espanya de la Société deis lignes Latécoére (Compagnie générale aéropostale) va inaugurar el servei postal Tolosa de Llenguadoc-Casablanca amb escala a Barcelona que més tard adquirida pel Govern francès es convertiria en Air France. Per compte d'aquella, va portar a Espanya tres aparells per al servei postal aeri Madrid- Alacant - Màlaga des de Cuatro Vientos. El primer d'ells va ser batejat per la seva filla Eladia que va tenir el seu baptisme aeri amb el pilot francès Boulard el 18 de juny de 1919 a l'aeròdrom de Cuatro Vientos i, per tant, va ser la primera dona que va volar a Espanya.
A l'any següent ho faria amb el pilot francès Boulard des de Madrid a Alacant i Màlaga inaugurant així el primer servei aeri postal sobrevolant Sierra Nevada a 3.500 metres d'altitud.
Va contreure matrimoni el 27 de novembre de 1927 a l'Església de los Jerónimos de Madrid amb Pedro Romero Mendoza, escriptor i periodista, interventor de Fons de l'Administració Local i amb qui va tenir sis fills encara que altres fonts parlen de vuit.
Va ser col·laboradora en la revista “Cristall” sent director José Ibarrola Muñoz i, en “Alcántara” dirigida pel seu marit al que ajudaria habitualment en la correción i revisions dels seus llibres.
Té publicat només un llibret de poesies que segons Valeriano Gutiérrez Macías “és un volum de composicions senzilles, sinceres, entranyables, religioses i profanes. Un petit poemari íntim. Una aliança amorosa… En els seus versos, bells per senzills, senzills per perfectes, s'endinsa en el fons del temps; rememora amb transparència, amb la lluminositat del cristall, els seus estimars i ens transporta a un ahir tan sublim, tan autèntic que se'ns assembla propis, no obstant això, Eladia és poetessa poc pròdiga en la seva producció…”
Va morir a Madrid el 19 de maig de 1999 als 101 anys.